# جنگل مرتعی

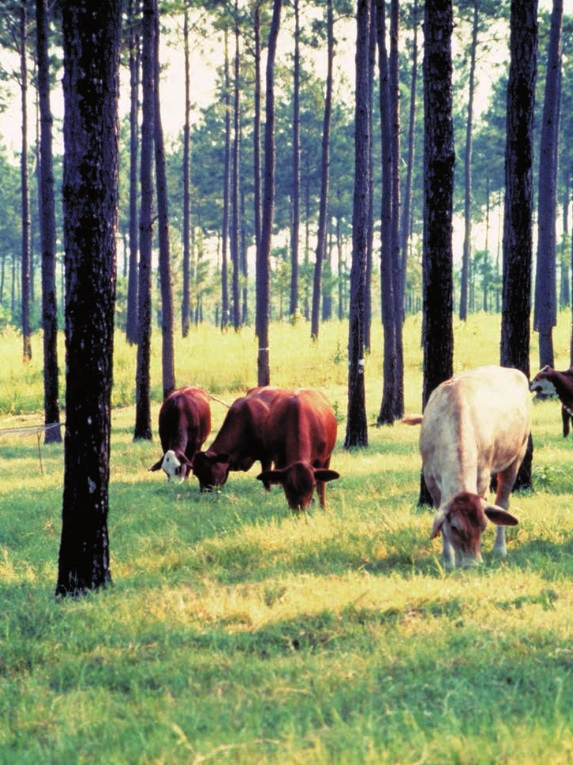
در جنگلی مرتعی، عنصرهای دام، علوفه و درختان ترکیب می‌شود.

جنگل مرتعی (به انگلیسی: Silvopasture) (silva در لاتین به معنای جنگل است)، عمل ادغام درختان، علوفه و چرای جانوران اهلی با روشی سودمند و متقابل است. از اصول چرای مدیریت‌شده استفاده می‌کند و یکی از چندین شکل متمایز دارکشت‌ورزی است.